# (17107) 1999 JJ51
A (17107) 1999 JJ51 a Naprendszer kisbolygóövében található aszteroida. A LINEAR projekt keretében fedezték fel 1999. május 10-én.